# Mentalitätsgeschichte
Mentalitätsgeschichte ist der Versuch von Historikern, die Mentalitäten, d. h. die Einstellungen, Gedanken und Gefühle der Menschen einer Epoche darzustellen und zu erklären.

## Geschichte
Die Mentalitätsgeschichte entstand im Zusammenhang mit der Annales-Schule, auch wenn Johan Huizingas Herbst des Mittelalters als Pionierwerk dieses historischen Ansatzes gilt.
Die Themenbereiche der Mentalitätsgeschichte sind sehr vielfältig und umfassen Sexualität und Liebe, Tod und Feste, Alphabetisierung und besonders die Einstellung von breiten Bevölkerungsschichten zu großen historischen Ereignissen, etwa zum Ersten Weltkrieg.  In Deutschland hat die Mentalitätsgeschichte keine große Tradition, an den Universitäten hat sie bisher keinen wichtigen Vertreter.
In Philippe Ariès’ Aufsatz Die Geschichte der Mentalitäten wird der deutsche Soziologe Norbert Elias als „Einzelgänger, [dessen] Gedankengänge und Einsichten von großer Wirkung“ auf die „Idee der Mentalitäten“ gewesen sind, bezeichnet.
In Frankreich zählen dazu neben dem erwähnten Philippe Ariès zum Beispiel Robert Mandrou, Georges Duby, Jacques Le Goff und Fernand Braudel innerhalb der Annales-Schule, Daniel Roche und Roger Chartier. Auch die Begründer der Annales-Schule Lucien Febvre und Marc Bloch unternahmen schon Studien in dieser Richtung. Sie hat auch Verbindungen zur angelsächsischen Strömung der Neuen Kulturgeschichte.